# Gernebach
Der Gernebach ist ein etwas über 41⁄2 Kilometer langer und linker Zufluss der Lippe westlich des Dorfes Ahsen im Kreis Recklinghausen. Er ist namengebend für das Naturschutzgebiet Gernebachtal.

## Verlauf
Der Gernebach entspringt in der Haard, etwa 1 km westlich des Jammertals, und bildet ein anfangs schmales Tal. Er verläuft in nordöstlicher Richtung. Den Wesel-Datteln-Kanal unterquert der Gernebach in einem Düker. Nach rund 5 km mündet er bei der Bauerschaft Ostleven in die Lippe. Vor seiner Mündung trieb er in Leven eine – nicht mehr bestehende – Wassermühle an.

## Geschichte
Von 1903 bis 1910 ließ der Freiherr von Twickel am Mittellauf die ausgedehnten, 70 ha großen „Ahsener Fischteiche“ anlegen, die in denen er vor allem Karpfen züchten ließ. Dazu kaufte er das Gernebachtal auf einer Länge von 2,5 km auf.
Infolge des  Grundwasserentzuges zunächst durch eine nahegelegene Sandgrube und die folgende Grundwasserentnahme durch die Schachtanlage An der Haard 1 verringerte sich die Quellschüttung, die 30 Liter/Sekunde betragen hatte, seit den 1960er Jahren stetig, sodass seit den 1980er Jahren Teile des Bachbettes immer wieder trockenfallen und das Wasser dort nur noch unterirdisch fließt. Die Ahsener Fischteiche – zeitweise  waren bis zu 72 Teiche bewirtschaftet worden – mussten daraufhin Anfang der 1980er Jahre aufgegeben werden.